# Lieja-Bastoña-Lieja 1948
La Lieja-Bastogne-Lieja 1948 fue la 34.ª edición de la clásica ciclista Lieja-Bastoña-Lieja. La carrera se disputó el domingo 2 de mayo de 1948, sobre un recorrido de 205 km. El vencedor final fue el belga Maurice Mollin (Mercier-Hutchinson) que se impuso al sprint a su compatriota Raymond Impanis y al francés Louis Caput (Olympia-Dunlop), segundo y tercero respectivamente. 

## Clasificación final
| Posición | Ciclista             | Equipo               | Tiempo   |
| -------- | -------------------- | -------------------- | -------- |
| 1        | Maurice Mollin       | Mercier-Hutchinson   | 5h52'00" |
| 2        | Raymond Impanis      | Selección de Bélgica | s.t.     |
| 3        | Louis Caput          | Olympia-Dunlop       | s.t.     |
| 4        | Adolf Verschueren    | Mercier-Hutchinson   | s.t.     |
| 5        | Camille Danguillaume | Peugeot-Dunlop       | s.t.     |
| 6        | Frans Leenen         | Selección de Bélgica | s.t.     |
| 7        | Henri Van Kerckhove  | Garin-Wolber         | s.t.     |
| 8        | Edward Van Dijck     | Selección de Bélgica | s.t.     |
| 9        | Marcel Rijckaert     | Mercier-Hutchinson   | s.t.     |
| 10       | Albert Dubuisson     | Rochet-Dunlop        | s.t.     |